# 로우라이더

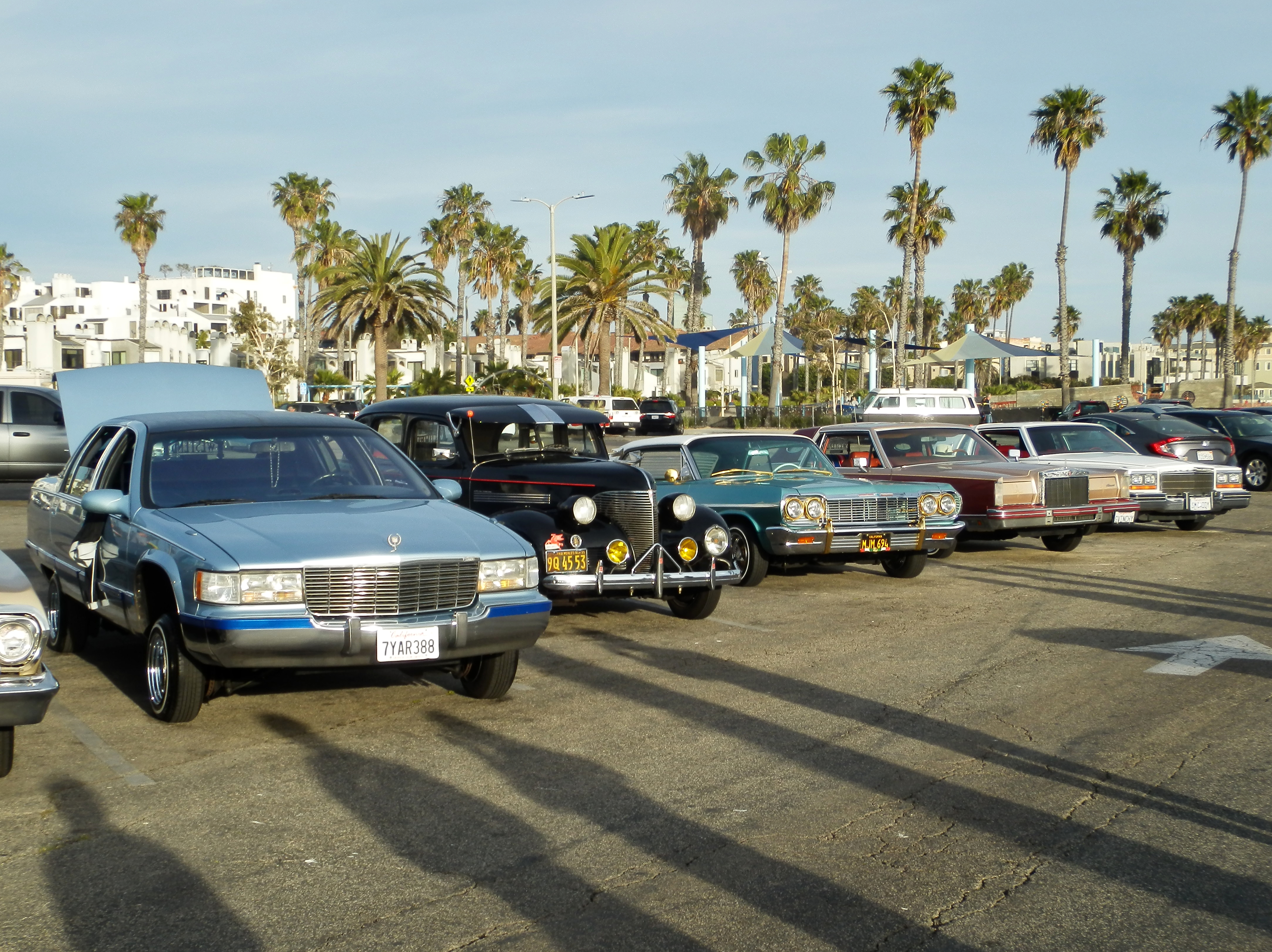

로우 라이더(Lowrider)는 자동차의 서스펜션을 개조하여 차체가 지면에 낮게 깔리도록 만들어 운전하는 자동차를 말한다. 로우 라이더는 차 내부에 서스펜션의 높낮이를 조종할 수 있는 컨트롤러가 설치되어 있으며, 주로 1950년대, 1960년대 무렵의 오래된 자동차들을 현대적으로 개조하여 만든다. 로우 라이더는 자동차를 개조하는 정비소에서 많은 액세서리와 옵션 항목들을 더하여서 제작된다.